# Boeing Pelican
El Boeing Pelican ULTRA (inglés: "Ultra Large TRansport Aircraft"; "Aeronave extragrande de transporte") fue un proyecto de aeronave de efecto suelo o ekranoplano que no pasó de la fase de estudio por la sección de Boeing conocida como Boeing Phantom Works. 

## Desarrollo
Diseñado con el propósito de servir como una aeronave de transporte de gran capacidad para usos tanto civil como militar, según lo planeado tendría una envergadura de 152,4 metros y una capacidad de unas 1.300 toneladas. Llegaría a tener un alcance de unas 10.000 millas náuticas, unos 18.000 kilómetros. 
El Boeing Pelican ULTRA sería propulsado por cuatro motores turbohélice. Su altitud normal de vuelo sería de entre tan sólo seis a quince metros sobre el agua, aunque, por otro lado, también sería capaz de volar a FL200, más de 6.000 metros de altitud, a pesar de que ello reduciría su alcance a 6500 millas náuticas, 12.000 kilómetros. Podría despegar desde las pistas de aterrizaje convencionales a pesar de su tamaño, pues distribuiría su peso en treinta y ocho trenes de aterrizaje, con setenta y seis ruedas, además de doblar su ala con el fin de reducir su envergadura hasta unos 111 metros.
Su uso variable civil/militar dejaba abierta la posibilidad de que se diseñasen dos variantes distintas del Pelican ULTRA. Los principales operadores potenciales de este avión serían la Fuerza Aérea de los Estados Unidos y los países de la OTAN y compañías comerciales de transporte. 
Estaba previsto que el Pelican superase con creces las dimensiones del entonces avión más grande, el Hughes H-4 Hercules estadounidense, aproximadamente el doble de grande. La capacidad de carga podría ser aumentada hasta en cinco veces.

## Características técnicas
- Capacidad de pasajeros: 3000 Pasajeros.
- Longitud: 122 m
- Envergadura: 152 m
- Altura:
- Área o superficie alar: 4.000 m²[1]
- Ancho del fuselaje:
- Altura de la cabina (de pasajeros): 6 m
- Longitud de la cabina:
- Peso vacío:
- Máximo peso al despegue: 1.400.000 kg[cita requerida]
- Capacidad de combustible:
- Capacidad de carga: 1.270 t
- Velocidad crucero: 444 km/h (600 km/h máximo)
- Alcance: 18.000 km (10.000 millas náuticas)
- Techo de vuelo: 6.000 m